# 常光浩然
常光 浩然（つねみつ こうねん、1891年5月12日 - 1973年11月29日）は、仏教ジャーナリスト、浄土真宗本願寺派の僧。
広島県出身。1914年東洋大学理学教育学科卒。1923年から26年東洋大学社会事業科幹事を務め、26年から1930年にかけて中山文化研究所理事。この間、1928-29年欧米の宗教教育事情を視察。1930年東京中野に日米ホームを創立、1941年まで在米日系人の子供を教育した。1946年広島県で「仏教タイムス」を創刊。1952年第2回世界仏教徒会議事務局長。55年仏教タイムス社を創設、61年社長。1968年仏教伝道文化賞受賞。

## 著書
- 『第二世の日本留学に就て』日本米布協会 1933
- 『近代仏教界の人間像』世界仏教協会 1962
- 『明治の仏教者』春秋社 1968-69
- 『布哇仏教史話 日本仏教の東漸』仏教伝道教会 1971

### 編著
- 『日本留学の実際』編 ルンビニ出版社 1936
- 『佛教東漸七〇年記念会紀要 1962』編 佛教出版局 1963
- 『日本仏教渡米史』編 仏教出版局 1964

## 注
1. ↑  20世紀日本人名事典